# Loja (kanton)
Loja – kanton w prowincji Loja, w Ekwadorze. Stolicą kantonu jest Loja.